# Aiguille de Talèfre
L'Aiguille (cima) de Talèfre (3.730 m s.l.m.) è una montagna del Massiccio del Monte Bianco. Si trova lungo la linea di confine tra l'Italia e la Francia e nel gruppo di Leschaux.

## Caratteristiche

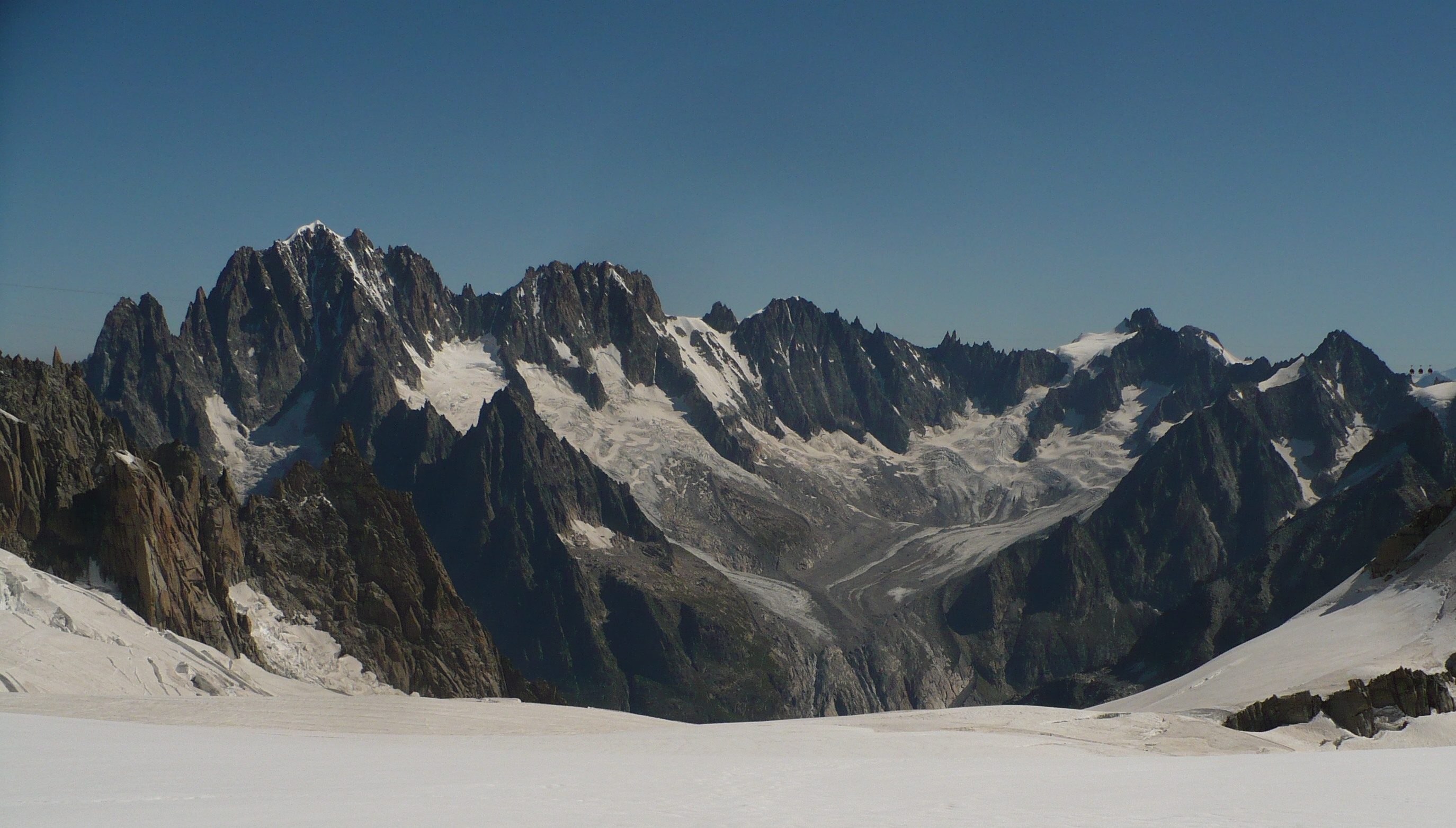
Il Ghiacciaio di Talèfre. L'Aiguille de Talèfre è la montagna più a destra.

Dal versante francese si trova tra il Ghiacciaio di Leschaux ed il Ghiacciaio di Talèfre. Dal versante italiano sovrasta il Ghiacciaio di Triolet.
La cresta sommitale pressoché piana presenta due elevazioni: la Cima Nord-est (3.730 m) e la Cima Sud-ovest (3.726 m).

## Salita alla vetta
Dal versante francese si può salire sulla montagna partendo dal Refuge de Leschaux oppure dal Refuge du Couvercle.